# Haroldo III da Dinamarca
Haroldo III Hen (em dinamarquês: Harald Svendsen)  (1040 – 17 de abril de 1080) foi rei da Dinamarca de 1076 a 1080. Haroldo III foi um filho bastardo de Sueno II da Dinamarca.
Foi escolhido depois de uma eleição na costa do norte da Zelândia. No geral, parece ter sido um governante pacífico e capaz, que procurou melhorar a moeda dinamarquesa. Alguns cronistas medievais, especialmente Saxão Gramático, o descreviam como um monarca que cedia à vontade do povo. Por isso alguns historiadores o viram como "democrático".